# Internationale Niedersachsen-Rundfahrt der Junioren 2010
Die Internationale Niedersachsen-Rundfahrt der Junioren 2010 fand vom 23. bis 25. Juli 2010 statt.

## Verlauf
Bei der ersten Etappe gab es einen Deutschen dreifach-Sieg durch Mario Vogt, Sebastian Wotschke und Jasha Sütterlin. Bei der zweiten Etappe gab es einen Deutschen Doppelsieg durch Kevin Predatsch und Jasha Sütterlin vor dem Luxemburger Bob Jungels. Dazu konnten sich mit Ruben Zepuntke, Felix Donath und Mario Vogt auf Platz 4 bis 5 und 8 noch drei weitere Deutsche platzieren. Jasha Sütterlin konnte sich zum zweiten Mal in Folge in der Top 3 und Bob Jungels, Ruben Zepuntke, der Niederländer Jesper Schipper, Mario Vogt und der Belgier Jens Adams zum zweiten Mal in der Top 10 platzieren. Die dritte Etappe gewann der Deutsche Lucas Liss vor dem Norweger Sven Erik Bystrøm und dem Belgier Jens Adams. Jens Adams und die beiden Deutschen Jasha Sütterlin und Mario Vogt erreichten ihren dritten Top-10-Rang in Folge. Die abschließende vierte Etappe konnte der Belgier Jorne Carolus vor dem Deutschen Mario Vogt, der damit auch sein viertes Top-10-Resultat erzielte, und dem Luxemburger Bob Jungels gewinnen. Bob Jungels erreichte zum insgesamt dritten Mal, Jasha Sütterlin zum vierten Mal in Folge und insgesamt und Kristoffer Skjerping (Norwegen), Christian Freund und Hans Joachim Benning zum zweiten Mal insgesamt einen Top-10-Rang.
In der Gesamtwertung gab es einen Deutschen Doppelsieg der beiden Fahrer Jasha Sütterlin und Mario Vogt vor dem Luxemburger Bob Jungels. Außerdem schafften es mit Hans Joachim Benning, Christian Mager, Dennis Sckarbath und Christian Freund auf den Plätzen 6 bis 9 noch 4 weitere Deutsche in die Top 10. Das ganze wurde ergänzt von den beiden Belgiern Jens Adams, 4. Platz, und Jorne Carolus, 10. Platz, und dem Norweger Kristoffer Skjerping der den 5. Rang erzielte.

## Etappen
| Etappe    | Tag      | Etappensieger   | Führender       |
| --------- | -------- | --------------- | --------------- |
| 1. Etappe | 23. Juli | Mario Vogt      |                 |
| 2. Etappe | 24. Juli | Kevin Predatsch |                 |
| 3. Etappe | 24. Juli | Lucas Liß       |                 |
| 4. Etappe | 25. Juli | Jorne Carolus   | Jasha Sütterlin |

### 1. Etappe
| Platz | Athlet               | Zeit       |
| ----- | -------------------- | ---------- |
| 1     | Mario Vogt           | 1:34:59 h  |
| 2     | Sebastian Wotschke   | + 0:07 min |
| 3     | Jasha Sütterlin      | + 0:11 min |
| 4     | Bob Jungels          | + 0:13 min |
| 5     | Ruben Zepuntke       | gl. Zeit   |
| 6     | Jens Adams           | gl. Zeit   |
| 7     | Christian Freund     | gl. Zeit   |
| 8     | Jesper Schipper      | gl. Zeit   |
| 9     | Kristoffer Skjerping | gl. Zeit   |
| 10    | Hans Joachim Benning | gl. Zeit   |

### 2. Etappe
| Platz | Athlet             | Zeit       |
| ----- | ------------------ | ---------- |
| 1     | Kevin Predatsch    | 11:16 min  |
| 2     | Jasha Sütterlin    | + 0:02 min |
| 3     | Bob Jungels        | + 0:03 min |
| 4     | Ruben Zepuntke     | + 0:18 min |
| 5     | Felix Donath       | + 0:21 min |
| 6     | Casper von Folsach | + 0:26 min |
| 7     | Jesper Schipper    | + 0:27 min |
| 8     | Mario Vogt         | gl. Zeit   |
| 9     | Jens Adams         | gl. Zeit   |
| 10    | Alex Kirsch        | + 0:28 min |

### 3. Etappe
| Platz | Athlet            | Zeit       |
| ----- | ----------------- | ---------- |
| 1     | Lucas Liß         | 2:16:11 h  |
| 2     | Sven Erik Bystrøm | gl. Zeit   |
| 3     | Jens Adams        | gl. Zeit   |
| 4     | Jasha Sütterlin   | gl. Zeit   |
| 5     | Mario Vogt        | + 0:22 min |
| 6     | Kay Welten        | gl. Zeit   |
| 7     | Rick Zabel        | gl. Zeit   |
| 8     | Matias Greve      | gl. Zeit   |
| 9     | Stephan Zogbaum   | gl. Zeit   |
| 10    | Jeff Peelaers     | gl. Zeit   |

### 4. Etappe
| Tageswertung | Tageswertung         | Tageswertung | Gesamtwertung | Gesamtwertung        | Gesamtwertung |
| Platz        | Athlet               | Zeit         | Platz         | Athlet               | Zeit          |
| ------------ | -------------------- | ------------ | ------------- | -------------------- | ------------- |
| 1            | Jorne Carolus        | 2:47:37 h    | 1             | Jasha Sütterlin      | 6:50:09 h     |
| 2            | Mario Vogt           | gl. Zeit     | 2             | Mario Vogt           | + 0:08 min    |
| 3            | Bob Jungels          | gl. Zeit     | 3             | Bob Jungels          | + 0:28 min    |
| 4            | Jasha Sütterlin      | gl. Zeit     | 4             | Jens Adams           | + 0:32 min    |
| 5            | Kristoffer Skjerping | gl. Zeit     | 5             | Kristoffer Skjerping | + 1:02 min    |
| 6            | Christian Freund     | gl. Zeit     | 6             | Hans Joachim Benning | + 1:03 min    |
| 7            | Dennis Sckarbath     | gl. Zeit     | 7             | Christian Mager      | + 1:23 min    |
| 8            | Christian Mager      | gl. Zeit     | 8             | Dennis Sckarbath     | + 1:24 min    |
| 9            | Hans Joachim Benning | gl. Zeit     | 9             | Christian Freund     | + 1:25 min    |
| 10           | Fabio Nappa          | gl. Zeit     | 10            | Jorne Carolus        | + 1:49 min    |